# 傑克遜鎮區 (伊利諾伊州埃芬漢縣)
傑克遜鎮區（英語：Jackson Township）是位於美國伊利諾伊州埃芬漢縣的一個行政鎮區。

## 地方資料
根據2010年美國人口普查的數據，傑克遜鎮區的面積為97.00平方千米，當中陸地面積為96.97平方千米，而水域面積為0.03平方千米。當地共有人口1193人，而人口密度為每平方千米12.3人。